# 大和リビングベトナム
大和リビングベトナム（だいわリビングベトナム）は、ベトナムに本社を置く会社。大和ハウスのグループ会社である。大和リビンググループのベトナムにおける賃貸住宅関連事業を展開している。

## 概要
- 所在：11F TNR Tower, 54A Nguyen Chi Thanh, Dong Da District, Hanoi, Vietnam
- 設立：2017年8月3日
- 資本金：900,000US$

## 事業内容
- 賃貸住宅の運営管理
- 賃貸住宅のマスターリース、サブリース
- 賃貸住宅などの仲介、コンサルタントサービス
- ホテルの運営、コンサルタントサービス
- 上記と直接または間接的に付随・関連する一切の事項

## 関連会社
- 大和ハウス工業
- 大和リビング
- 大和リビングマネジメント
- 大和エステート
- ハートワン信託
- 大和リビングステイ
- 大和リビングユーティリティーズ
- Double-D
- D.U-NET
- 大和リビングカリフォルニア
- 大和リビングオーストラリア